# 週刊 なるほど!ニッポン
『週刊 なるほど!ニッポン』（しゅうかん なるほど ニッポン）は、2018年4月8日からニッポン放送などで放送しているラジオの地域情報番組。パーソナリティは落語家の立川晴の輔。

## 概要
これまで放送されてきた『ネットワーク探偵団』の役割を引き継ぎ、新しいラジオの地域情報番組として再出発した。
この番組では、日本列島にある1700の市町村の中から、一つを取り上げて、その市町村の魅力を番組が独自に調べて、全国のリスナーに向けて送るもの。
パーソナリティの晴の輔が市町村の関係者と電話でトークをする形式である。原則トークは最後まで流されず、番組開始から7分経過した時点までトークが進んだところでフェードアウトする。スタッフから二者択一のお題が出される「どっちだ!?晴の輔」コーナーで回答をしてエンディングとなる。

## 放送時間
2024年4月現在の放送時刻。
| 放送地域      | 放送局                | 放送時間                     | 備考 |
| ------------- | --------------------- | ---------------------------- | --- |
| 関東広域圏    | ニッポン放送（LF）    | 月曜 1:30 - 1:40（日曜深夜） | 制作局 放送開始から2021年3月28日までは月曜 0:50 - 1:00（日曜深夜）に、同年4月3日から2024年3月31日までは日曜 4:50 - 5:00にそれぞれ放送されていた。 日曜早朝時代は『オールナイトニッポン0(ZERO)』を途中飛び降りして放送。 |
| 愛媛県        | 南海放送（RNB）       | 金曜 6:45 - 6:55             | |
| 岡山県        | RSK山陽放送           | 金曜 16:25 - 16:35           | |
| 鳥取県 島根県 | 山陰放送（BSS）       | 金曜 21:50 - 22:00           | |
| 近畿広域圏    | 朝日放送ラジオ（ABC） | 土曜 5:05 - 5:15             | |
| 北海道        | STVラジオ             | 土曜 5:15 - 5:25             | |
| 福岡県        | 九州朝日放送（KBC）   | 土曜 5:20 - 5:30             | |
| 山口県        | 山口放送（KRY）       | 土曜 5:35 - 5:45             | |
| 香川県        | 西日本放送（RNC）     | 土曜 7:00 - 7:10             | |
| 長崎県 佐賀県 | 長崎放送（NBC）       | 土曜 7:00 - 7:10             | |
| 高知県        | 高知放送（RKC)        | 土曜 7:05 - 7:15             | |
| 大分県        | 大分放送（OBS）       | 土曜8:20-8:30                | |
| 岐阜県        | 岐阜放送ラジオ（GBS） | 土曜 11:25 - 11:35           | 独立局 |
| 秋田県        | 秋田放送（ABS）       | 土曜 17:50 - 18:00           | |
| 熊本県        | 熊本放送（RKK）       | 土曜 18:20 - 18:30           | |
| 宮城県        | 東北放送（TBC）       | 日曜 5:00 - 5:10             | |
| 兵庫県        | ラジオ関西（CRK）     | 月曜 2:50 - 3:00             | 独立局 |
| 和歌山県      | 和歌山放送（wbs）     | 日曜 5:50 - 6:00             | |
| 茨城県        | LuckyFM茨城放送       | 日曜 6:05 - 6:15             | |
| 栃木県        | 栃木放送（CRT）       | 月曜 5:05 - 5:15             | |
| 青森県        | 青森放送（RAB）       | 日曜 7:30 - 7:40             | |
| 山梨県        | 山梨放送（YBS）       | 日曜 7:30 - 7:40             | |
| 徳島県        | 四国放送（JRT）       | 土曜 9:15 - 9:25             | |
| 長野県        | 信越放送（SBC）       | 日曜 10:50 - 11:00           | |
| 富山県        | 北日本放送（KNB）     | 月曜 5:05 - 5:15             | |
| 沖縄県        | ラジオ沖縄（ROK）     | 日曜 9:50 - 10:00            | |
| 岩手県        | IBC岩手放送           | 日曜 12:20 - 12:30           | |
| 新潟県        | 新潟放送（BSN）       | 土曜 22:20 - 22:30           | |
| 山形県        | 山形放送（YBC）       | 土曜 5:00 - 5:10             | |
| 京都府 滋賀県 | KBS京都               | 土曜 5:20 - 5:30             | |
| 静岡県        | 静岡放送（SBS）       | 日曜 17:20 - 17:30           | |
| 福島県        | ラジオ福島（rfc）     | 日曜 17:40 - 17:50           | 2024年4月7日より晴の輔が笑点の大喜利メンバーに就任した為、ネット局で唯一笑点と放送時間が重複することになった。 |
| 宮崎県        | 宮崎放送（mrt）       | 日曜 18:45 - 18:55           | |
| 広島県        | 中国放送（RCC）       | 土曜 13:45 - 13:55           | |
| 福井県        | 福井放送（FBC）       | 日曜 6:00 - 6:10             | |
| 鹿児島県      | 南日本放送（MBC）     | 木曜 13:10 - 13:20           | |
| 石川県        | 北陸放送（MRO）       | 月曜 21:50 - 22:00           | |
| 中京広域圏    | 東海ラジオ放送（SF）  | 金曜 5:20 - 5:30             | first touch内 |

### ニッポン放送での放送休止事例
- 2022年12月25日 - 『ラジオ・チャリティー・ミュージックソン』の放送のため。
- 2023年1月1日 - 『三四郎のオールナイトニッポン 年越し初笑いスペシャル2022→2023』の放送のため。
- 2023年2月19日 - 『オールナイトニッポン55周年記念 オールナイトニッポン55時間スペシャル』・電気グルーヴのオールナイトニッポンの放送のため。
- 2024年10月28日（27日深夜） - 『ニッポン放送 総選挙開票スペシャル 国民の選択』の放送のため。

## パーソナリティ
- 立川晴の輔

## 関連番組
- 中村こずえのSUNDAY HAPPY MAP - 一部のNRN系列で放送されていた生放送番組。立川晴の輔もレポーターとして参加。当番組を中心として展開している「ラジオによる地域応援プロジェクト・なるほど!ニッポン応援団」に共同で展開していた。